# Cost and Freight
Il termine Cost and Freight (in italiano: costo e nolo e indicante il porto di destinazione convenuto), abbreviato CFR o non ufficialmente C&F, è una delle clausole contrattuali in uso nelle compravendite internazionali, quelle codificate nell'Incoterms e che servono a statuire i diritti e i doveri di ognuna delle parti in causa, definendo anche la suddivisione dei costi di trasporto, assicurativi e doganali tra venditore e acquirente.

## Incoterms 2020
Si riporta la definizione completa dal sito ICC italiano: "il venditore effettua la consegna mettendo la merce a bordo della nave o procurando la merce già così consegnata. Il rischio di perdita o di danni alla merce passa quando la merce è a bordo della nave. Il venditore deve stipulare il contratto di trasporto e sopportare le spese necessarie per l’invio della merce al porto di destinazione convenuto. Questa regola presenta due punti critici, perché il passaggio del rischio e il trasferimento delle spese avvengono in luoghi diversi. Mentre il contratto specificherà sempre un porto di destinazione, esso potrebbe non specificare il porto d’imbarco, ove il rischio passa al compratore. Se il porto d’imbarco presenta un particolare interesse per il compratore, si raccomanda alle parti di specificarlo il più chiaramente possibile nel contratto. Se il venditore sostiene delle spese previste nel suo contratto di trasporto relative alla scaricazione in un punto specifico nel porto di destinazione, egli non ha titolo a recuperare tali spese dal compratore, salvo diverso accordo fra le parti".
Questo è uno dei quattro termini marittimi, che la ICC sconsiglia per il trasporto di merce in container in favore del termine FCA Free Carrier.
Funziona come il FOB Free On Board: il venditore alla/entro la data pattuita carica a spese proprie la merce (imballata o sfusa/unpackaged) a bordo della nave nel porto d'imbarco, assumendosi i rischi di caricamento; non appena la merce supera la murata della nave, avviene il passaggio dei rischi da venditore a compratore, ovvero il "delivery". Il porto di imbarco/di partenza/di caricamento (port of shipping/loading) e il point of delivery dunque combaciano (il porto di arrivo/destinazione/di scarico viene detto "port of destination/discharge port"). Laddove ci sono più tappe in più porti, il rischio di trasporto si trasferisce quando la merce viene caricata nella nave al primo vettore marino/spedizioniere marino (first carrier) a meno che le parti contraenti optano per un altro delivery point e lo esplicitano per iscritto nel contratto. Il venditore deve notificare al compratore l'avvenuta consegna (in tal caso, caricamento) della merce. Ma, come prima differenza, il contratto di trasporto delle merci lungo la tratta marittima (su acqua dolce o salata) è in capo al venditore e il costo di noleggio della nave commerciale (costo di nolo marittimo) fino al porto di destinazione convenuto spetta a lui. Quindi, una parte della tratta (una tratta marina) è controllata e spesata dal venditore ma senza che lui abbia in capo i rischi di trasporto in toto (di default) o in parte (se menzionato).
L'obbligo e costo di scaricamento merce al porto di arrivo si può contrattare. può effettuarlo il venditore o può effettuarlo il compratore; il rimborso al venditore delle spese di scaricamento non è previsto di default e, se si richiede, bisogna indicarlo esplicitamente (altrimenti, anche tacitamente, vale la regola di default che si trasforma in obbligo; anche in tutti gli altri casi simili funziona in questo modo). Il nome del porto di arrivo e possibilmente anche quello di partenza vanno indicati sul contratto (per evitare problemi, si possono contrattare e indicare esplicitamente e con precisione in ogni occasione).
Non c'è obbligo di assicurazione della merce e il compratore ha l’obbligo di ritiro fisico della merce siccome è un termine C. Se il compratore desidera stipulare un'assicurazione e ha bisogno di informazioni di cui il venditore è in possesso, quest'ultimo deve fornirgliele; se ciò genera dei costi, il compratore deve rimborsarli. Il venditore deve produrre la fattura commerciale e farsi consegnare alcune copie originali della polizza di carico marittima, che comprova che la merce è caricata a bordo nave e senza danni. Se la merce deve essere messa in sicurezza per il trasporto (e.g. merce pericolosa), il venditore deve adempiere a questo obbligo finché non avviene il delivery. In generale, ogni documento prodotto può essere cartaceo o digitale/paperless.

## Vecchie edizioni

### Incoterms 2000
Questa specifica notazione, in uso soprattutto nei trasporti via nave, stabilisce che a carico del venditore siano tutte le spese di trasporto fino a destinazione, nonché le spese per l'ottenimento di licenze e documentazioni per l'esportazione dalla nazione di origine e quelle per le operazioni doganali sempre di esportazione.
A carico dell'acquirente sono invece le spese di assicurazione mentre il venditore ha l'obbligo di comunicare tempestivamente tutti i dati necessari per la stipula della polizza contro i rischi.
Dal momento in cui la merce è scaricata nel porto di arrivo tutte le altre spese sono da considerarsi a carico dell'acquirente, compresi i costi doganali nella nazione di arrivo.
La formulazione di questo termine di resa è considerata completa con l'indicazione del porto di destinazione (esempio C.F.R. Ravenna). Spesso viene impropriamente utilizzato anche quando il trasporto di merci avviene via strada o ferrovia, mentre in questi ultimi casi sarebbero da preferire altri termini.
Dello stesso gruppo di termini di resa, definito il gruppo C, fanno parte anche CIF Cost, Insurance and Freight, CPT Carriage Paid To e CIP Carriage and Insurance Paid to.

### Incoterms 2010
Il gruppo C non ha subito modifiche sostanziali in occasione della revisione dell'Incoterms avvenuta nel 2010; per questa specifica resa è semplicemente stata statuita quella che già prima era un'abitudine, cioè il fatto che possa essere utilizzata esclusivamente nel caso il trasporto avvenga via nave.

## Schema dei costi a carico di chi vende
| Assicurazione | Carico merce | Dogana export | Trasporto sino al porto di arrivo | Scarico dalla nave e proseguimento a destino | Dogana import | Tasse importazione |
| ------------- | ------------ | ------------- | --------------------------------- | -------------------------------------------- | ------------- | ------------------ |
| NO            | SI           | SI            | SI                                | NO                                           | NO            | NO                 |